# Stefania Fuscagni
Stefania Fuscagni (Vezzano sul Crostolo, 22 luglio 1944) è una politica italiana.

## Biografia
La sua famiglia, il padre maresciallo dei Carabinieri e la madre casalinga, è originaria di Città di Castello.  Grazie al consiglio dello zio, il vescovo Pietro Fiordelli, entra nella CISL, di cui diventa dirigente nazionale e coordinatrice nazionale delle donne. Il suo impegno nel sociale la porta ad essere eletta nel 1994 alla Camera dei Deputati nella XII legislatura, nelle file del Partito Popolare Italiano. A seguito di divergenze con linea di Mino Martinazzoli, confluisce poi nel Centro Cristiano Democratico.
Nello stesso periodo diventa amica e confidente di Francesco Cossiga, che accompagna nel progetto del Movimento per l'Europa Popolare, con Pellegrino Capaldo, Angelo Caloia, Giuseppe Gargani, Angelo Sanza e numerosi intellettuali e politici cattolici, con l'obiettivo di una riunificazione dei moderati italiani sotto la bandiera del Partito Popolare Europeo. Entra a far parte dei più stretti collaboratori dell'ex-presidente della Repubblica, che la definisce "una grande intellettuale". La vicinanza alle idee cattoliche liberali e al gruppo di intellettuali della rivista Liberal, la portano poi ad aderire a Forza Italia.
Dal 2005 è consigliera regionale della Toscana e portavoce dell'opposizione di centrodestra, viene confermata in consiglio anche dopo le elezioni del 2010 con il Popolo della Libertà. È inoltre consigliere comunale di Fiesole.
Dall'ottobre 2007 è presidente dell'Opera di Santa Croce a Firenze, è presidente nazionale del Comitato Italiano Reinserimento Sociale (CIRS), associazione di volontariato nata nel 1958 per il reinserimento di donne in situazioni di disagio sociale. È commissario straordinario dell'Agenzia Nazionale per lo Sviluppo dell'Autonomia Scolastica (ANSAS). Già membro del consiglio di amministrazione del Formez, è poi entrata a farne parte del comitato scientifico.
Docente di Storia greca presso l'Università degli Studi di Firenze, ha rivestito per due mandati il ruolo di pro-rettore della stessa università. È stata eletta per due mandati quale membro del consiglio universitario nazionale.
È cugina di Carlo Fuscagni, già presidente della RAI.